# Cratere Circle
Circle  è un cratere sulla superficie di Marte.